# Ireen Wüst
Ireen Wist (Gorle, 1. travnja 1986.) najuspešnija je nizozemska brzoklizačica i olimpijka te je pobjednica na 5 uzastopnih Olimpijskih igara.
S devetnaest godina osvojila je zlatnu medalju na 3000 m na Olimpijskim igrama 2006. u Torinu i broncu na 1500 m. Time je postala najmlađa pobjednica na ZOI iz Nizozemske. Četiri godine kasnije u Vancouveru, zlatom se okitila na 1500 m. Na Olimpijskim igrama u Sočiju 2014. osvojila je čak pet medalja: zlata na 3000 m i u ekipnoj potjeri i srebra na 1000, 1500 i 5000 m. U Pjongčangu 2018. došla je do zlatne medalje na 1500 m i srebrne na 3000 m.
Šestostruka je svjetska prvakinja u višeboju, jedanaestostruka na pojedinačnim distancama i petostruka pobjednica na Europskim prvenstvima u višeboju.